# Moulay Ahmed Riadh
Moulay Ahmed Riadh (in arabo مولاي أحمد رياض‎?; Settat, 12 marzo 1948) è un ex cestista marocchino.

## Carriera
Con il Marocco ha disputato i Giochi olimpici di Città del Messico 1968.